# Municipio de Jefferson (condado de Clinton)
El municipio de Jefferson (en inglés: Jefferson Township) es un municipio ubicado en el condado de Clinton en el estado estadounidense de Ohio. En el año 2010 tenía una población de 1399 habitantes y una densidad poblacional de 23,27 personas por km².

## Geografía
El municipio de Jefferson se encuentra ubicado en las coordenadas 39°16′54″N 83°53′10″O / 39.28167, -83.88611. Según la Oficina del Censo de los Estados Unidos, el municipio tiene una superficie total de 60.12 km², de la cual 59,86 km² corresponden a tierra firme y (0,43 %) 0,26 km² es agua.

## Demografía
Según el censo de 2010, había 1399 personas residiendo en el municipio de Jefferson. La densidad de población era de 23,27 hab./km². De los 1399 habitantes, el municipio de Jefferson estaba compuesto por el 98,36 % blancos, el 0,29 % eran afroamericanos, el 0,07 % eran amerindios, el 0,07 % eran de otras razas y el 1,22 % eran de una mezcla de razas. Del total de la población el 0,43 % eran hispanos o latinos de cualquier raza.